# Selva
För andra betydelser, se Selva (olika betydelser).

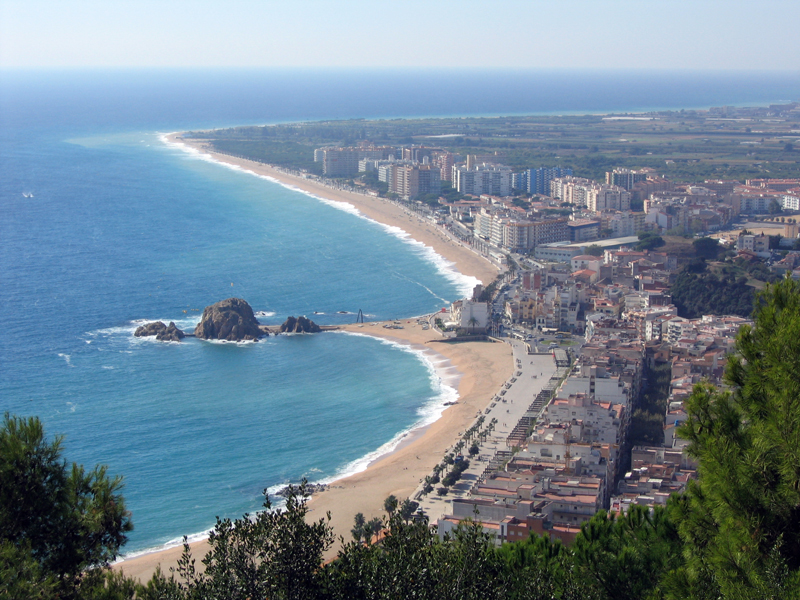
Platja de Blanes i grevskapet Selva.

Selva är ett grevskap, comarca, vid Medelhavskusten i östra Katalonien, i Spanien. Huvudstaden heter Santa Coloma de Farners, med 12601 innevånare 2013.
Selva gränsar till comarquerna Maresme, Vallès Oriental, Osona, Garrotxa, Gironès och Baix Empordà.

## Kommuner
Selva är uppdelat i 21 kommuner, municipis. 

- Amer
- Anglès
- Arbúcies
- Blanes
- Breda
- Brunyola
- Caldes de Malavella
- La Cellera de Ter
- Fogars de la Selva
- Hostalric
- Lloret de Mar
- Massanes
- Maçanet de la Selva
- Osor
- Riells i Viabrea
- Riudarenes
- Riudellots de la Selva
- Sant Feliu de Buixalleu
- Sant Hilari Sacalm
- Sant Julià del Llor i Bonmatí
- Santa Coloma de Farners
- Sils
- Susqueda
- Tossa de Mar
- Vidreres
- Vilobí d'Onyar